# Symfonie nr. 4 (Diethelm)
Caspar Diethelm voltooide zijn Symfonie nr. 4 voor groot orkest opus 100 in 1971.
Diethelm, Zwitser, zou uiteindelijk in zijn oeuvre dat uit meer dan 300 werken bestaat zich acht keer wenden tot het genre symfonie. Deze vierde kreeg de subtitel Hommage aan Joseph Haydn mee. Hij had die componist hoog zitten, want al eerder stond de muziek van Joseph Haydn model in Diethelms muziek, waaronder in Symfonie nr. 3. Diethelm bewonderde de energie en geestigheden die Haydn liet klinken in zijn werk en wilde dat vertalen naar zijn eigen vierde symfonie. Hij slaagde daar maar gedeeltelijk volgens hemzelf, want Diethelm reviseerde het werk nog in 1986 en 1993. Van uitvoeringen van het werk is vooralsnog niets bekend, de enige opname van het werk dat in 2018 verscheen meldde daar niets over. Musicweb-International vond het een afwisseling tussen nervositeit en ontspanning en een flinke inspanning voor de orkestleden.
Het werk kent een vierdelige opzet die overeenkomt met de klassieke symfonie-indeling:
- Allegro assai (circa 6 minten)
- Molto allegro e con fuoco (ongeveer 6 minuten)
- Lento (ongeveer 7 minuten)
- Allegro energico (ongeveer 5 minuten).